# Enicognathus leptorhynchus
Enicognathus leptorhynchus là một loài chim trong họ Psittacidae.